# Невский, Владимир Петрович
Владимир Петрович Невский (04.10.1927—12.12.1982) — директор Белоярской атомной электростанции, лауреат Государственной премии СССР (1970).

## Биография
Родился 4.10.1927 в Ростове-на-Дону. Член КПСС с 1957 г.
Окончил Новочеркасский политехнический институт (1952).
Работал помощником мастера, начальником смены на Нижне-Тагильском металлургическом комбинате.
С 1953 г. в Челябинской области: прораб, старший прораб Челябинского монтажного участка, главный инженер, начальник Актюбинского монтажного участка, главный инженер Магнитогорского монтажного участка треста «Энергочермет». Участвовал в монтаже и наладке теплоэнергетического оборудования на строительстве цехов № 4, 5, обжига известняка, при реконструкции цехов № 1, 2 Челябинского ферросплавного завода (ЧЭМК), на строительстве сортопрокатных цехов № 1, 3, доменных печей № 3, 5, термического цеха № 3 ЧМЗ.
С 1959 г. на строительстве Белоярской АЭС (Свердловская область), начальник Белоярского монтажного участка треста «Центроэнергомонтаж». Руководил сборкой уран-графитовых реакторов, наладкой оборудования. С 1963 по 1973 г. директор Белоярской атомной электростанции.
С 1973 г. в Министерстве атомной энергетики СССР, занимался организацией Всесоюзного объединения «Союзглавзагранатомэнерго». Кандидат технических наук (1970).
Лауреат Государственной премии СССР (1970, в составе коллектива) — за создание Белоярской АЭС имени И. В. Курчатова. Награждён орденами «Знак Почёта» (1963), Трудового Красного Знамени (1971), медалями. Почетный гражданин города Заречный (2000).
Умер 12.12.1982 в Москве.
Сын Игорь (1957-1986).